# Беннетт, Джордж (велогонщик)
Джордж Беннетт (англ. George Bennett, род. 7 апреля 1990 года в Нельсоне, Новая Зеландия) — новозеландский профессиональный шоссейный велогонщик, выступающий за команду мирового тура «Jumbo-Visma». Первый новозеландец, победивший в гонке Мирового тура UCI.

## Карьера
Джордж Беннетт родился в Нельсоне в 1990 году. Получил образование в колледже Уаимеа. С 2012 года профессиональный велогонщик. После двух сезонов в американской команде RadioShack-Nissan в 2014 году перешел в Cannondale, а в 2015 — Lotto NL-Jumbo.
В мае 2015 года Беннетт должен был стартовать на Джиро д’Италия, но перед началом гонки медицинский тест показал у него низкий уровень кортизола (позже выяснилось, что это был вызвано болезнью) и согласно правилам «Движения за заслуживающий доверия велоспорт» (MPCC) он был исключён с заявочного стартлиста Lotto NL-Jumbo. При этом руководство голландской команды решило его не заменять другим гонщиком и выступить на гонке в неполном составе.

### 2016
В 2016 году Беннетт впервые принял участие в Тур де Франс. В команде его рассматривали как главного грегари капитана Вилко Келдермана на горных этапах. Лучшим его выступлением на гонке стало 7-е место на этапе 9 с горным финишем в Андорре, который по мнению многих был самым сложным этапом в том году. На этом этапе Беннетт, ехавший в отрыве, на одном из поворотов при подъёме на Бейшалис, врезался в вышедшего на дорогу болельщика и сбил его с ног, но данный инцидент не помешал ему показать хороший результат. В итоговом общем зачёте он занял 53-е место.
После «Большой Петли» Беннетт участвовал в групповой гонке на Олимпийских играх и занял 33-е место. Он назвал гонку «абсолютно» самой сложной в своей карьере (79 гонщиков не финишировали).
В конце августе новозеландец стартовал на Вуэльте Испании и завершил гонку на 10-й позиции в «генерале» (лидер голландской «Лотто» Стивен Крёйсвейк сошёл из-за падения).

### 2017
В мае 2017 года, достаточно неожиданно, выиграв Тур Калифорнии, Джордж Беннетт стал первым новозеландцем, победившим в гонке Мирового тура UCI.
На Тур де Франс Беннетт боролся за десятку сильнейших генеральной классификации, после того как капитан голландской команды Роберт Гесинк сошёл вследствие падения. На этапе 9 Беннетт финишировал на 7-м месте в группе сильнейших генеральщиков. После этапа 12 новозеландец занимал 9-е место в «генерале». Но на этапе 16, занимая 12-е место в общем зачёте, он был вынужден сойти с гонки из-за заболевания гастроэнтеритом.
Болезнь препятствовала полноценной подготовке к Вуэльте Испании, тем не менее Беннетт стартовал на испанском гранд-туре, но сошёл после этапа 11 из-за неудотворительных кондиций.

## Достижения
2009
2-й Тур Виньярдса
9-й Классика Новой Зеландии
2010
3-й Тур Виньярдса
1-й на этапе 3
9-й Классика Новой Зеландии
2011
1-й  Классика Новой Зеландии
1-й  Тур Веллингтона
3-й Тур Виньярдса
2012
4-й Тур Виньярдса
2013
2-й Чемпионат Новой Зеландии в групповой гонке
8-й Про Сайклинг Челлендж США
2014
9-й Тур Юты
9-й Тур Виньярдса
2015
5-й Чемпионат Новой Зеландии в групповой гонке
10-й Тур Даун Андер
2016
7-й Тур Калифорнии
10-й Вуэльта Испании
2017
1-й  Тур Калифорнии
7-й Тур Абу Даби
9-й Вуэльта Каталонии
2018
4-й Чемпионат Новой Зеландии в групповой гонке
4-й Тур Польши
5-й Тур Альп
6-й Вуэльта Каталонии
8-й Джиро д’Италия
9-й Тиррено — Адриатико
10-й Джиро ди Ломбардия
2019
4-й Тур Калифорнии
6-й Париж — Ницца

## Статистика выступлений

### Гранд-туры
| Гонка           | 2013 | 2014 | 2015 | 2016 | 2017 | 2018 | 2019 |
| --------------- | ---- | ---- | ---- | ---- | ---- | ---- | ---- |
| Джиро д’Италия  | 122  | —    | —    | —    | —    | 8    |      |
| Тур де Франс    | —    | —    | —    | 53   | НФ   | —    |      |
| Вуэльта Испании | —    | 89   | 37   | 10   | НФ   | 35   |      |

| —  | Не участвовал  |
| НФ | Не финишировал |